# 小平町

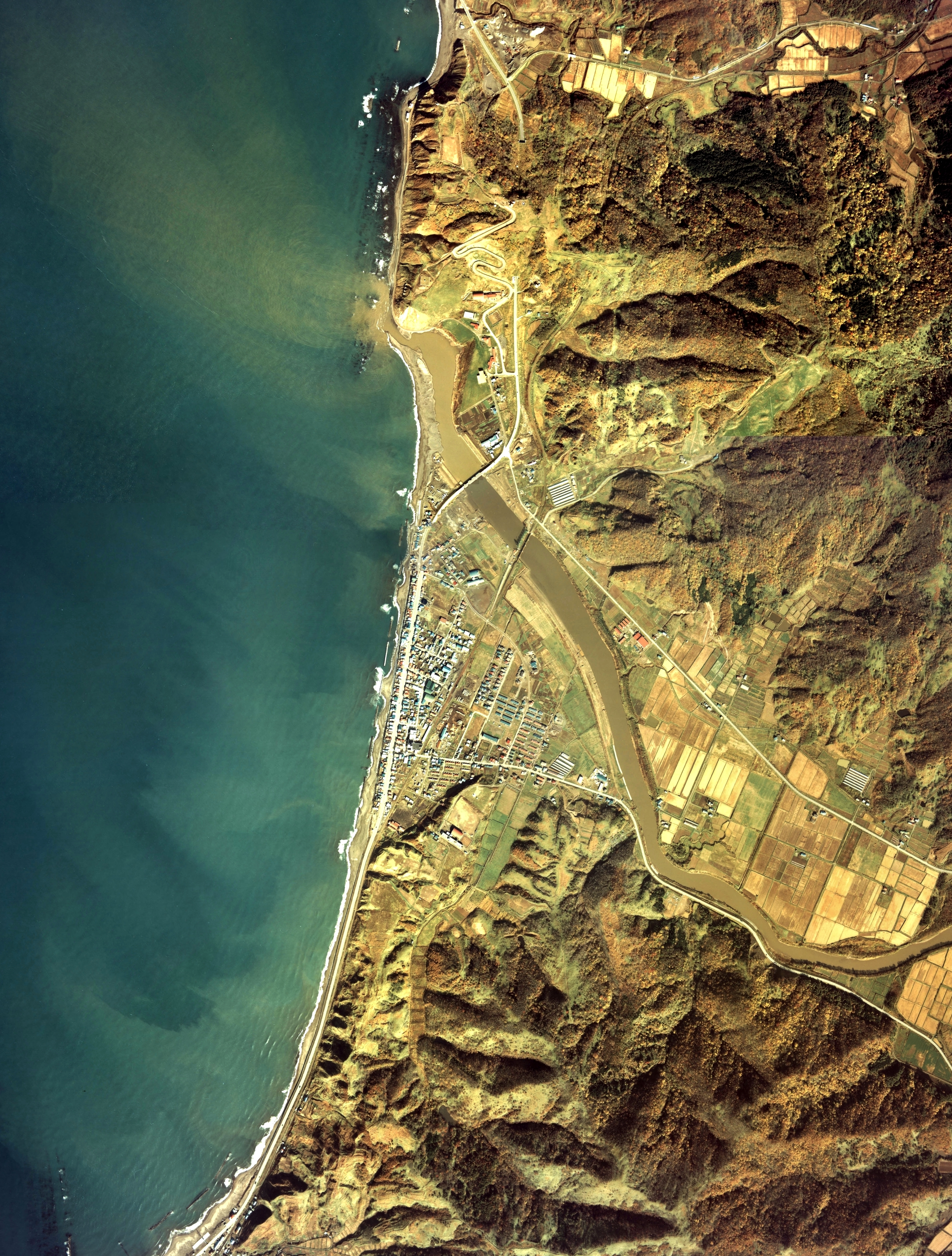
小平町中心部周辺の空中写真。1977年撮影の4枚を合成作成。
。

小平町（おびらちょう）は北海道西海岸の町。留萌郡に属する。
小平蘂川の上中流域は白亜紀の化石の産地である。夏は臼谷、鬼鹿など海水浴客で賑わう。
かつては留萌炭田を抱える産炭地であって、1947年（昭和22年）頃にはその最盛期を迎えた。鉄路も留萌本線留萌駅から羽幌線、天塩炭礦鉄道、達布森林鉄道などが延びていて昭和40年代までは活況を呈していたが、閉山後に衰退。1950年（昭和25年）の国勢調査では、当時の小平村、鬼鹿村（1956年合併）を合わせて約17,000人の人口を有していたが、2020年（令和2年）には3,000人を下回っている。

## 地理
留萌管内南部、日本海側沿岸に位置。
- 山: ポロシリ山(731m)、大天狗岳(567m)、天狗山(376m)、小平蘂岳(961m)、釜尻山(913m)、小平蘂山(877m)、沖内山(582m)、いずれも天塩山地に属する。
- 河川: 小平蘂川、温寧川
- 湖沼: おびらしべ湖（小平ダムによる人造湖）、寧楽貯水池

### 隣接している自治体
- 留萌振興局
  - 留萌市
  - 苫前郡：苫前町
- 空知総合振興局
  - 深川市
  - 雨竜郡：沼田町
- 上川総合振興局
  - 雨竜郡：幌加内町

### 人口
| |                                        |  |
| 小平町と全国の年齢別人口分布（2005年） | 小平町の年齢・男女別人口分布（2005年） |  |
| ■紫色 ― 小平町 ■緑色 ― 日本全国 | ■青色 ― 男性 ■赤色 ― 女性              |  |
| 小平町（に相当する地域）の人口の推移 \| 1970年（昭和45年） \| 8,471人 \| \| \| 1975年（昭和50年） \| 7,272人 \| \| \| 1980年（昭和55年） \| 6,474人 \| \| \| 1985年（昭和60年） \| 6,012人 \| \| \| 1990年（平成2年） \| 5,334人 \| \| \| 1995年（平成7年） \| 4,855人 \| \| \| 2000年（平成12年） \| 4,566人 \| \| \| 2005年（平成17年） \| 4,272人 \| \| \| 2010年（平成22年） \| 3,720人 \| \| \| 2015年（平成27年） \| 3,336人 \| \| \| 2020年（令和2年） \| 2,994人 \| \| |                                        |  |
| 総務省統計局 国勢調査より |                                        |  |
| 1970年（昭和45年） | 8,471人                                |  |
| 1975年（昭和50年） | 7,272人                                |  |
| 1980年（昭和55年） | 6,474人                                |  |
| 1985年（昭和60年） | 6,012人                                |  |
| 1990年（平成2年） | 5,334人                                |  |
| 1995年（平成7年） | 4,855人                                |  |
| 2000年（平成12年） | 4,566人                                |  |
| 2005年（平成17年） | 4,272人                                |  |
| 2010年（平成22年） | 3,720人                                |  |
| 2015年（平成27年） | 3,336人                                |  |
| 2020年（令和2年） | 2,994人                                |  |

### 消滅集落
2015年国勢調査によれば、以下の集落は調査時点で人口0人の消滅集落となっている。
- 小平町 - 字富岡、字花岡

## 気候
ケッペンの気候区分によると、小平町は湿潤大陸性気候に属する。寒暖の差が大きく気温の年較差、日較差が大きい顕著な大陸性気候である。降雪量が多く、周辺の自治体と同様に特別豪雪地帯に指定されている。
冬季に-25℃前後の気温が観測されることが珍しくなく、寒さが厳しい。夏季はフェーン現象により高温になることがあり、2021年8月7日に38.7度を観測している。これは8月における道内の観測史上最高気温である。
| 達布（1991年 - 2020年）の気候      | 達布（1991年 - 2020年）の気候 | 達布（1991年 - 2020年）の気候 | 達布（1991年 - 2020年）の気候 | 達布（1991年 - 2020年）の気候 | 達布（1991年 - 2020年）の気候 | 達布（1991年 - 2020年）の気候 | 達布（1991年 - 2020年）の気候 | 達布（1991年 - 2020年）の気候 | 達布（1991年 - 2020年）の気候 | 達布（1991年 - 2020年）の気候 | 達布（1991年 - 2020年）の気候 | 達布（1991年 - 2020年）の気候 | 達布（1991年 - 2020年）の気候 |
| 月                                 | 1月                           | 2月                           | 3月                           | 4月                           | 5月                           | 6月                           | 7月                           | 8月                           | 9月                           | 10月                          | 11月                          | 12月                          | 年                            |
| ---------------------------------- | ----------------------------- | ----------------------------- | ----------------------------- | ----------------------------- | ----------------------------- | ----------------------------- | ----------------------------- | ----------------------------- | ----------------------------- | ----------------------------- | ----------------------------- | ----------------------------- | ----------------------------- |
| 最高気温記録 °C （°F）             | 7.4 (45.3)                    | 12.0 (53.6)                   | 15.8 (60.4)                   | 26.6 (79.9)                   | 32.5 (90.5)                   | 34.3 (93.7)                   | 36.5 (97.7)                   | 38.7 (101.7)                  | 32.1 (89.8)                   | 28.9 (84)                     | 20.9 (69.6)                   | 11.4 (52.5)                   | 38.7 (101.7)                  |
| 平均最高気温 °C （°F）             | −2.0 (28.4)                   | −1.1 (30)                     | 3.1 (37.6)                    | 9.7 (49.5)                    | 17.3 (63.1)                   | 21.8 (71.2)                   | 25.5 (77.9)                   | 26.0 (78.8)                   | 22.0 (71.6)                   | 15.1 (59.2)                   | 6.6 (43.9)                    | −0.1 (31.8)                   | 12.0 (53.6)                   |
| 日平均気温 °C （°F）               | −6.4 (20.5)                   | −5.9 (21.4)                   | −1.6 (29.1)                   | 4.2 (39.6)                    | 11.0 (51.8)                   | 15.8 (60.4)                   | 19.9 (67.8)                   | 20.5 (68.9)                   | 15.9 (60.6)                   | 9.2 (48.6)                    | 2.7 (36.9)                    | −3.5 (25.7)                   | 6.8 (44.2)                    |
| 平均最低気温 °C （°F）             | −11.8 (10.8)                  | −12.0 (10.4)                  | −7.1 (19.2)                   | −1.1 (30)                     | 4.6 (40.3)                    | 10.5 (50.9)                   | 15.2 (59.4)                   | 16.0 (60.8)                   | 10.6 (51.1)                   | 4.1 (39.4)                    | −1.0 (30.2)                   | −7.3 (18.9)                   | 1.7 (35.1)                    |
| 最低気温記録 °C （°F）             | −29.7 (−21.5)                 | −30.0 (−22)                   | −25.0 (−13)                   | −14.2 (6.4)                   | −4.1 (24.6)                   | −0.6 (30.9)                   | 4.9 (40.8)                    | 5.3 (41.5)                    | 0.1 (32.2)                    | −5.2 (22.6)                   | −15.4 (4.3)                   | −28.6 (−19.5)                 | −30.0 (−22)                   |
| 降水量 mm （inch）                 | 155.2 (6.11)                  | 106.7 (4.201)                 | 90.9 (3.579)                  | 74.2 (2.921)                  | 88.0 (3.465)                  | 73.9 (2.909)                  | 148.1 (5.831)                 | 167.8 (6.606)                 | 172.0 (6.772)                 | 178.5 (7.028)                 | 202.9 (7.988)                 | 198.9 (7.831)                 | 1,653.6 (65.102)              |
| 平均降水日数 （≥1.0 mm）           | 22.6                          | 18.9                          | 17.6                          | 12.6                          | 12.2                          | 10.6                          | 11.7                          | 13.0                          | 14.7                          | 17.7                          | 21.5                          | 25.2                          | 198.2                         |
| 平均月間日照時間                   | 40.5                          | 57.7                          | 107.6                         | 159.1                         | 195.9                         | 171.5                         | 162.3                         | 159.3                         | 156.0                         | 114.4                         | 44.6                          | 26.8                          | 1,399.4                       |
| 出典1：Japan Meteorological Agency |                               |                               |                               |                               |                               |                               |                               |                               |                               |                               |                               |                               |                               |
| 出典2：気象庁                      |                               |                               |                               |                               |                               |                               |                               |                               |                               |                               |                               |                               |                               |

## 町名の由来
町の中央を流れる小平蘂川のアイヌ語名「オピラウㇱペッ（o-pira-us-pet）」（河口に・崖・ある・川）に由来し、当初自治体名も小平蘂（おびらしべ）と称した。
しかし、1927年（昭和2年）当地への鉄道開業時に駅名が「駅名としては字画多き為」として「蘂」を下略した「小平」と命名され、その後1948年（昭和23年） に自治体名も小平となった。

## 沿革
- 1782年（天明2年）　松前藩が字臼谷および字広富において、鰊、鮭漁を営む。
- 1880年（明治13年） 天登雁村字番屋（現在の広富）に天登雁村、鬼鹿村（おにしか）の戸長役場が設置される。
- 1887年（明治20年） 鬼鹿村の急激な人口増加により、戸長役場が天登雁村の番屋の沢から鬼鹿村の市街地に移転する。
- 1905年（明治20年） 花田家番屋（鰊番屋)の創建。
- 1906年（明治39年） 天登雁村が鬼鹿村に併合され、鬼鹿村に二級町村制が施行される
- 1919年（大正8年） 留萌町（現在の留萌市）から小平蘂村（おびらしべ）が独立し、小平蘂村に二級町村制が施行される（役場庁舎を臼谷に設置）
- 1924年（大正13年） 小平蘂村の役場庁舎が臼谷から小平市街地に新築移転する
- 1948年（昭和23年） 小平蘂村を小平村と改称する
- 1956年（昭和31年）9月30日 留萌郡鬼鹿村が小平村に編入される
- 1966年（昭和41年） 町制施行、小平町

## 行政
- 町長：関 次雄（せき つぎお、2014年11月10日就任 2期目）
- 副町長：鈴木　敏和（すずき　としかず）

## 経済
主要産業は沿岸漁業、農業。
農作物は米のほか、じゃがいもやピーマン、トウモロコシなどの各種野菜が採れる。米は全国食味コンクールでグランプリを獲得した事がある。また『アイボリーメロン』は、北海道では小平町のみで生産されている希少品種である。
近年ではトルコキキョウなどの花卉も小平の冷涼な気候により積極的に栽培されてきている他『黒毛和牛』なども出荷している。
海産物ではホタテの養殖をはじめ、全国の生産地へ苗貝を出荷している。またミズダコも水揚げされており、2017年には「タコ箱漁オーナー」が約10年ぶりに復活した。夏の短い期間はウニやナマコ、冬にはギンナンソウやカジカも獲れる。
かつては留萌炭田の一角として複数の炭鉱が存在していた。1954年（昭和29年）には住吉炭鉱の第二区でガス爆発事故があり、5人が死亡する事故も起きている。炭鉱はエネルギー革命の進展により、昭和40年代までに次々と閉山したが、2000年代以降も露天掘りの炭鉱が一カ所のみ存在する。
商業施設として農協直営のスーパーマーケット（Aコープ小平店）が存在したが、2018年6月、売り上げの減少等を理由に閉店している。

### 農協・漁協
- るもい農業協同組合（JAるもい）
  - 小平支所
- 新星マリン漁業協同組合
  - 臼谷支所
  - 鬼鹿支所

### 金融機関
- 留萌信用金庫
  - 小平支店

### 郵便局
- 小平郵便局（集配局）
- 鬼鹿郵便局（集配局）
- 達布郵便局
- 小平本郷郵便局
- 臼谷簡易郵便局

## 公共機関

### 警察
- 北海道旭川方面留萌警察署
  - 小平駐在所
  - 鬼鹿駐在所

### 消防
- 留萌消防組合
- 小平消防署
  - 鬼鹿支署

## 姉妹都市・提携都市
- 姉妹都市
  - 東京都小平市[9]

## 教育
- 高等特別支援学校
  - 北海道小平高等養護学校

　（旧　北海道鬼鹿高等学校跡地を利用）
- 中学校
  - 小平町立小平中学校
- 小学校
  - 小平町立小平小学校
  - 小平町立鬼鹿小学校

- 廃止された学校
  - 達布中学校（H11.3閉校）
  - 本郷中学校（H18.3閉校）
  - 鬼鹿中学校（H27.3閉校）
  - 達布小学校（H17.3閉校）
  - 本郷小学校（H18.3閉校）
  - 寧楽小学校（H19.3閉校）
  - 臼谷小学校（H20.3閉校）
  - 鬼鹿高等学校 (S45年閉校)

## 交通

### 空港
- 旭川空港（東神楽町）が最寄りとなる。当町と旭川空港を直接結ぶ公共交通はない。

### 鉄道
すべて廃止されており存在しない。
かつては下記の路線があった。
- 羽幌線（1987年3月30日廃止）
- 天塩炭砿鉄道（1967年7月31日廃止）
- 達布森林鉄道（1957年廃止）

### 道路
- 一般国道
  - 国道232号
- 都道府県道
  - 北海道道126号小平幌加内線
  - 北海道道550号幌糠小平停車場線
  - 北海道道643号鬼鹿停車場線
  - 北海道道707号鬼鹿港線
  - 北海道道742号霧立小平線
  - 北海道道853号田代港町線
  - 北海道道867号達布石狩沼田停車場線
  - 北海道道958号大椴線
  - 北海道道1006号達布小平町線
  - 北海道道1048号留萌小平線
  - 北海道道1049号苫前小平線
- 道の駅
  - おびら鰊番屋

### 路線バス
- 沿岸バス
  - 一般路線バス（幌延留萌線／旧国鉄羽幌線代替バス）
  - 高速乗合バス（特急はぼろ号／札幌 - 豊富）
  - 高速乗合バス（特急あさひかわ号／旭川 - 羽幌）
- 小平町デマンドバス - てんてつバスが受託。町内の旧天塩炭砿鉄道沿線地域と小平中央を結ぶ。運行時刻と停車地は固定されており予約のあった便のみ運行する。2014年（平成26年）10月1日に従来のてんてつバス達布留萌線の代替として運行開始した。前日まで運行していたてんてつバス達布留萌線は留萌市との間を直通していたが、デマンドバスは小平町内のみの運行で、小平中央で沿岸バス留萌方面との接続を考慮したダイヤとなっている。
  - 小平中央 - 富里 - 本郷 - 沖内 - 平和 - 寧楽 - 住吉 - 達布 - 滝下

## 名所・旧跡・観光スポット・祭事・催事

### 重要文化財
- 旧花田家番屋 - 道の駅おびら鰊番屋

### 町の指定文化財
- 鬼鹿松前神楽 - 鬼鹿松前神楽保存会
- 臼谷弁財天碑

## 出身・ゆかりのある有名人
- 石田明義（弁護士）
- 上草義輝（元衆議院議員、NPO法人理事長）
- 水谷豊（俳優、芦別市出身）
- 阿部雅司（スキーノルディック複合元日本代表、1992年アルベールビルオリンピック金メダリスト、現日本代表コーチ）
- 黒滝将人（元プロ野球千葉ロッテマリーンズ投手）
- 菅野範弘（スキージャンプ元日本代表、元学生チャンピオン、現日本代表コーチ）
- 菅野公則（スキージャンプ、日本代表コーチ）
- 滝下靖之（スキーアルペン、ダウンヒル元日本代表、1998/99年ヨーロッパカップダウンヒル種目別チャンピオン）
- 今巧（スキージャンプ元日本代表、元学生チャンピオン）
- 滝下樹理（スキーアルペン、ダウンヒル日本代表）
- 西村信二（スキーコンバインド、元日本代表）
- 長田愛未（スキーアルペン、全日本ジュニア指定選手）
- 堀口亘（堀口組会長）
- 松浦武四郎（探検家） - 当地を詩に詠み、同町に銅像がある
- 山本兵吉（マタギ）
- 運上弘菜（元HKT48）